# Juris Silovs (rugbysta)
Juris Silovs (ur. 1965) – łotewski rugbysta i samorządowiec, przewodniczący rady okręgowej w Garkalne, od 2010 poseł na Sejm Republiki Łotewskiej.

## Życiorys
W latach 1991–2000 grał w łotewskiej reprezentacji rugby, był wielokrotnym mistrzem Łotwy. W 2003 roku ukończył studia prawnicze w Wyższej Szkole Technologii Społecznej, następnie zaś studia z dziedziny wyceny nieruchomości na Uniwersytecie Łotewskim. Pracował w ryskim oddziale Banku Łotewskiego. Pełnił funkcję radnego i wiceprzewodniczącego rady gminy w Garkalne (z rekomendacji Nowego Centrum), zaś od reformy administracyjnej w 2009 roku przewodniczącego rady okręgowej tamże.
W latach 2006 i 2010 ubiegał się o mandat posła na Sejm Republiki Łotewskiej z listy Centrum Zgody. Posłem został wybrany 2 października 2010 roku. 12 kwietnia 2011 poinformował o rezygnacji z zasiadania w Sejmie w związku z toczącym się przeciwko niemu postępowaniem. 28 kwietnia 2011 mandat w jego miejsce objął Wiktor Jakowlew.
Od 2010 jest przewodniczącym Łotewskiej Federacji Rugby (łot. Latvijas Regbija federācija, LRF).